# Kristoffer Lund
Kristoffer Lund Hansen (* 14. Mai 2002 in Kerteminde) ist ein dänisch-US-amerikanischer Fußballspieler. Aktuell steht der Abwehrspieler als Leihspieler des Palermo FC beim 1. FC Köln unter Vertrag. Der dänisch-US-amerikanische Doppelstaatsbürger war zudem dänischer Nachwuchsnationalspieler und ist seit September 2023 A-Nationalspieler der USA.

## Karriere

### Verein
Lund, Sohn einer US-amerikanischen Mutter und eines dänischen Vaters, begann seine fußballerische Ausbildung beim FC Midtjylland, wo er mindestens ab 2017 in der Jugend spielte. In den Saisons 2017/18 und 2018/19 kam er für die U17 zu 36 Ligaspielen und traf einmal. In letztgenannter spielte er zudem in einem Zweitmannschaftsspiel. In der Spielzeit 2019/20 kam er zu einem Spiel dort und spielte zudem mehrmals in der U19-Mannschaft in der Youth League, aber auch in der U19-Liga. Am 7. März 2021 (20. Spieltag) spielte er in der Superligaen über die vollen 90 Minuten und gab somit sein Profidebüt gegen Aarhus GF. In der Saison kam er bis zu seinem kurzzeitigen Wechsel zu Esbjerg fB, in diversen Juniorenspielen, mit denen er A-Jugend-Meister wurde, einem Reservespiel und in einem Profiligaspiel zum Einsatz.
Im August 2021 wechselte er zum schwedischen Erstligisten BK Häcken. Am 22. August 2021 (16. Spieltag) stand er gegen den AIK Solna in der Startaufstellung und debütierte somit für den BK Häcken. Im Sommer 2023 wurde er nach Italien zum Palermo FC verkauft. Im August 2025 wechselte er auf Leihbasis für eine Saison zum 1. FC Köln.

### Nationalmannschaft
Lund spielte für diverse Juniorennationalmannschaften des DBU, bevor er sich im Jahr 2023 entschied, künftig für die USA zu spielen. Er wurde dann schließlich für die Testspiele gegen Usbekistan und gegen den Oman für den Kader der A-Nationalmannschaft der US-Amerikaner nominiert und gab am 9. September 2023 beim 3:0-Sieg in St. Louis gegen die Usbeken sein Debüt für die „Stars and Stripes“.

## Erfolge
- Dänischer A-Junioren-Meister: 2021
- Schwedischer Meister: 2022
- Schwedischer Pokalsieger: 2023